# 杨林镇 (开化县)
杨林镇，是中华人民共和国浙江省衢州市开化县下辖的一个乡镇级行政单位。

## 行政区划
杨林镇下辖以下地区：
下庄村、号岭村、平川村、东坑口村、霞光村、新源村、友好村、川南新村、云山桥村、杨林村和蕉荷村。